# Magumma parva
L'anianiau, o più correttamente ʻanianiau (Magumma parva (Stejneger, 1887)), è un uccello passeriforme della famiglia dei Fringillidi, unica specie ascritta al genere Magumma.

## Etimologia
Il nome scientifico del genere, Magumma, deriva probabilmente dall'anagramma di μ + γ (mu + gamma), iniziali in lettere greche di Gregory Mathews, creatore del genere: il nome della specie, parva, deriva dal latino e significa "piccola", in riferimento alla taglia di questi uccelli.

## Descrizione

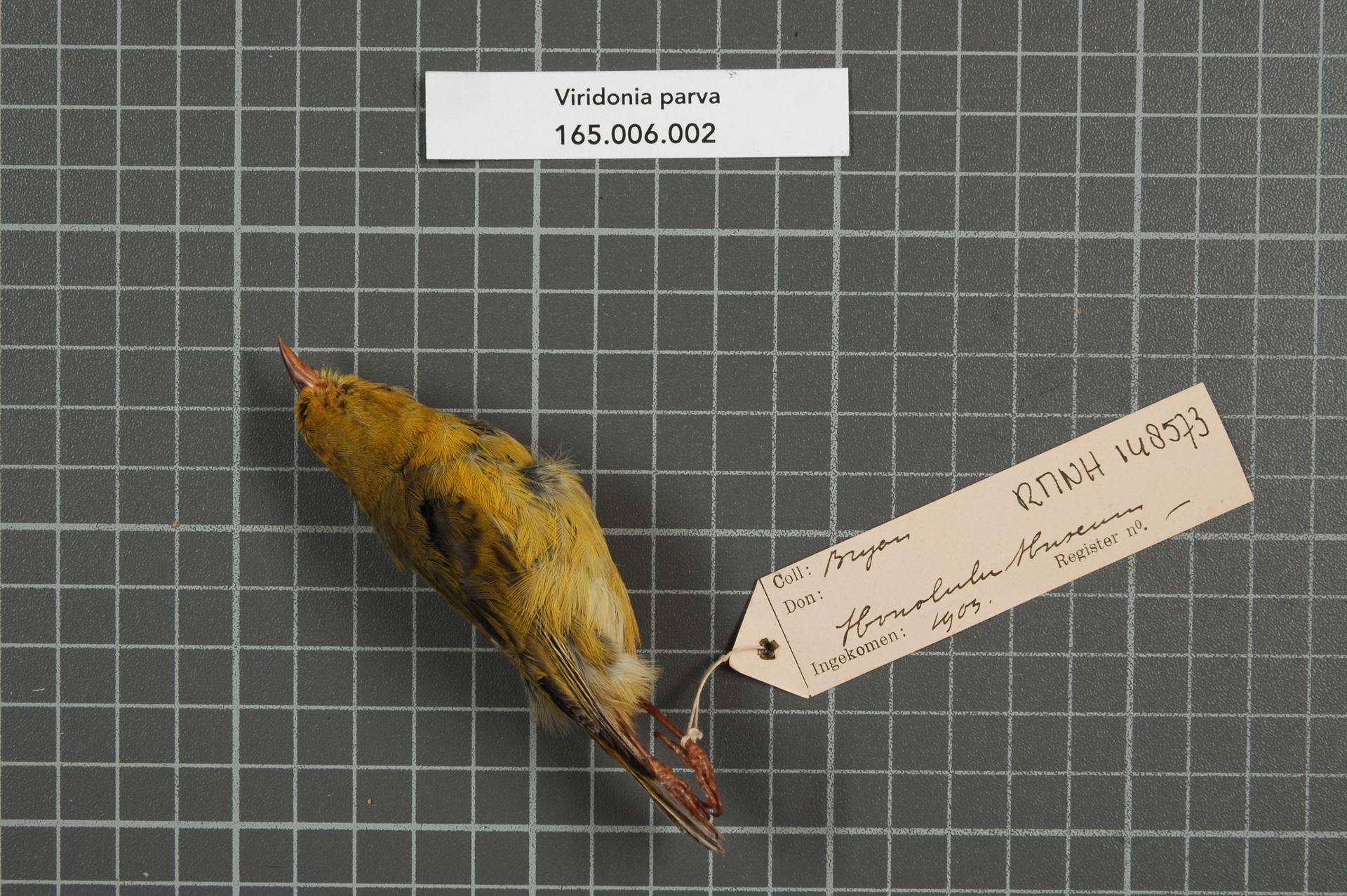
Maschio impagliato.

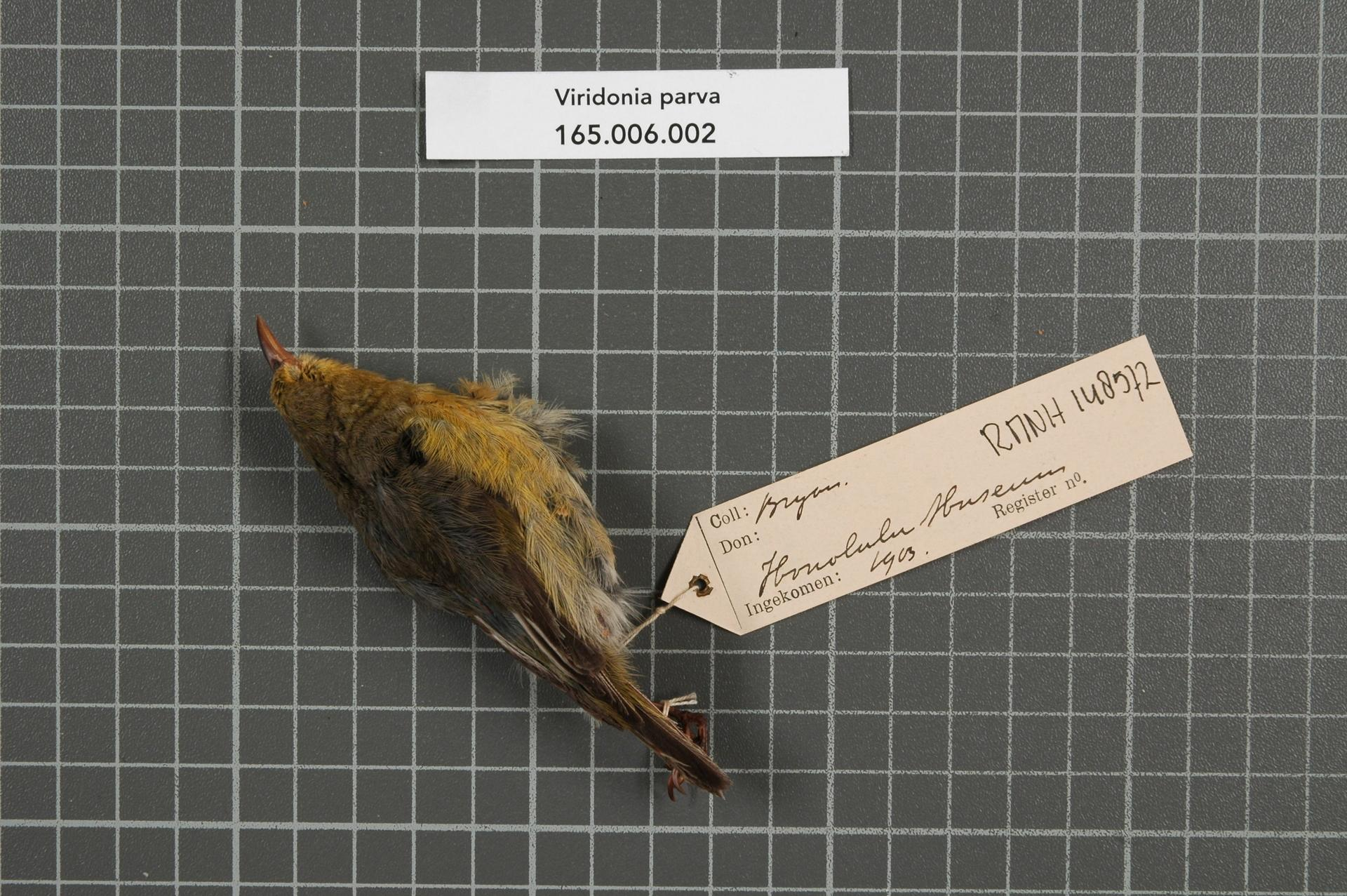
Femmina impagliata.

### Dimensioni
Coi suoi 10 cm di lunghezza, per 8-11 g di peso, l'anianiau rappresenta il membro di minori dimensioni della tribù dei Drepanidini.

### Aspetto
Si tratta di uccelletti dall'aspetto quasi comico, muniti di testa tonda con occhietti sporgenti, becco sottile e leggerissimamente incurvato verso il basso, corta coda ed in generale aspetto paffuto.

Il piumaggio è giallo su tutto il corpo, con remiganti e coda nere ed in generale tendenza a scurirsi e sfumare nel giallo-verde oliva su ali, dorso e groppa. Gli occhi sono neri, mentre le zampe sono di color carnicino: il becco è nerastro superiormente e color avorio inferiormente. Il dimorfismo sessuale è presente ma non molto pronunciato, con le femmine dalla colorazione meno brillante e più tendente al verde oliva.

## Biologia

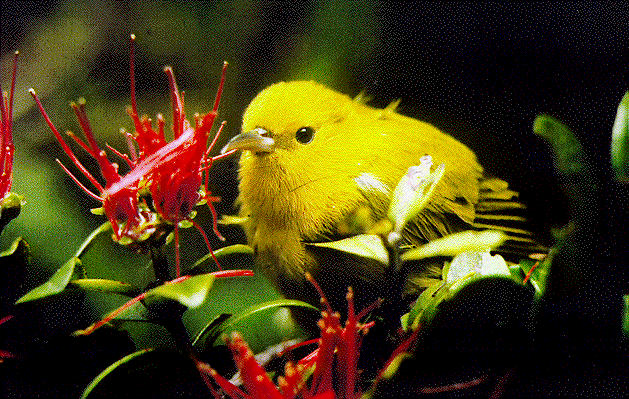
Esemplare si nutre in natura.

Si tratta di uccelli dalle abitudini diurne, che vivono da soli o in coppie, passando la maggior parte del tempo alla ricerca di cibo fra le fronde e i tronchi degli alberi.

### Alimentazione
Si tratta di uccelli nettarivori, che ricavano il proprio cibo principalmente dalle piante di ohia lehua, Vaccinium e Melicope, servendosi del becco sottile e della lingua setolosa per suggere il nettare dalle corolle dei fiori: buona parte della dieta dell'anianiau si compone però anche di insetti ed altri piccoli artropodi, catturati mentre suggono a loro volta il nettare o si approssimano ai fiori per nutrirsi, ma anche ricercati attivamente fra le epifite e i licheni.

### Riproduzione
Si tratta di uccelli monogami, la cui stagione riproduttiva si estende durante la prima parte dell'anno (febbraio-giugno): il maschio corteggia la femmina tenendo le ali radenti al suolo, saltellando avanti e indietro attorno alla femmina e cantando a squarciagola.
Il nido, a forma di coppa, viene costruito quasi esclusivamente dalla femmina intrecciando fibre vegetali alla biforcazione di una fronda, privilegiando gli alberi di ohia lehua: al suo interno, la femmina depone tre uova rosate con variegature più scure, che essa s'incarica da sola di covare (col maschio che sorveglia i dintorni e si occupa di procacciare il cibo per sé e per la compagna) per circa 16 giorni, al termine dei quali schiudono pulli ciechi ed implumi, che vengono accuditi da ambo i genitori. I nidiacei s'involano a tre settimane dalla schiusa, tuttavia non è raro che essi restino coi genitori ancora per qualche tempo, prima di allontanarsene definitivamente.

## Distribuzione e habitat

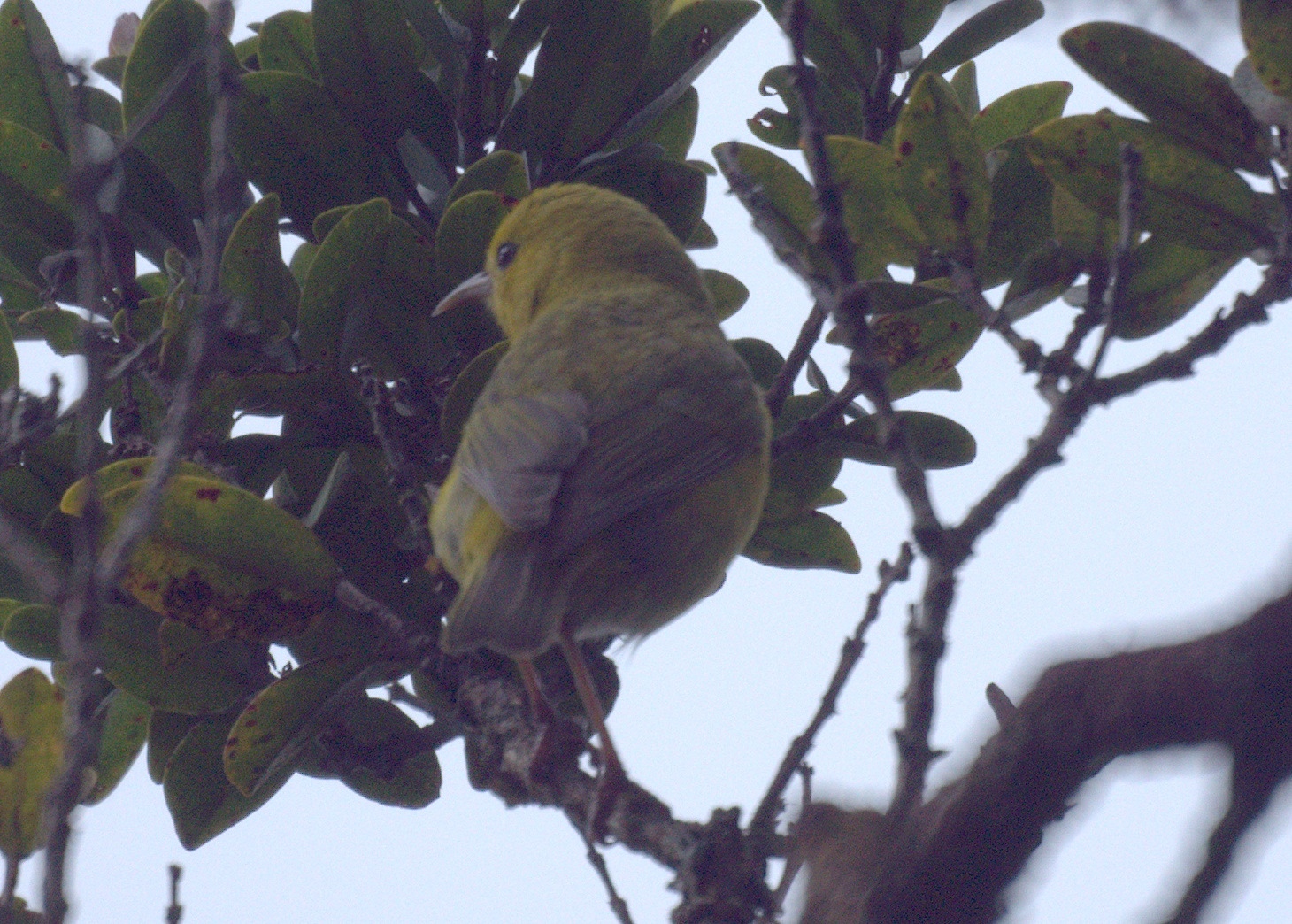
Femmina in natura.

L'anianiau è endemico dell'isola hawaiiana di Kauai, della quale occupa la porzione montuosa centro-settentrionale.
L'habitat di questi uccelli è rappresentato dalle foreste pedemontane e montane a prevalenza di ohia lehua e koa, olapa e lapalapa, al di sopra dei 600 m di quota.

## Tassonomia
Pur essendo stato ascritto di volta in volta ai generi Himatione, Hemignathus, Viridonia, Loxops e Chlorodrepanis, l'anianiau in realtà appare piuttosto distante da questi, occupando un proprio genere monospecifico nell'ambito della tribù Drepanidini, vicino agli ultimi due citati.